# Tincalconita
La tincalconita és un mineral de la classe dels borats. Rep el seu nom del terme "tincal", que en sànscrit vol dir "bòrax", més la paraula grega κουία, "konis", "pols", en al·lusió a la seva composició i la seva apariècia més típica.

## Característiques
La tincalconita és un borat de fórmula química Na₂(B₄O₇)·5H₂O. Cristal·litza en el sistema trigonal. Els cristalls, rars, són pseudooctaèdrics, exhibint {1011}, {0112} i {0001}, de fins a 1 centímetre; comunament en forma de pols. La seva duresa a l'escala de Mohs és 2.
Segons la classificació de Nickel-Strunz, la tincalconita pertany a «06.DA: Nesotetraborats» juntament amb els següents minerals: bòrax, hungchaoïta, fedorovskita, roweïta, hidroclorborita, uralborita, borcarita, numanoïta i fontarnauïta.

## Formació i jaciments
Típicament formada com a producte de la deshidratació d'altres borats. Va ser descoberta l'any 1878 al llac Searles, a San Bernardino, Califòrnia (Estats Units). Sol trobar-se associada a altres mineral com el bòrax o la kernita.